# Diócesis de Owensboro
La diócesis de Owensboro (en latín: Dioecesis Owensburgen(sis) y en inglés: Roman Catholic Diocese of Owensboro) es una circunscripción eclesiástica de la Iglesia católica en Estados Unidos. Se trata de una diócesis latina, sufragánea de la arquidiócesis de Louisville. Desde el 15 de diciembre de 2009 su obispo es William Francis Medley.

## Territorio y organización

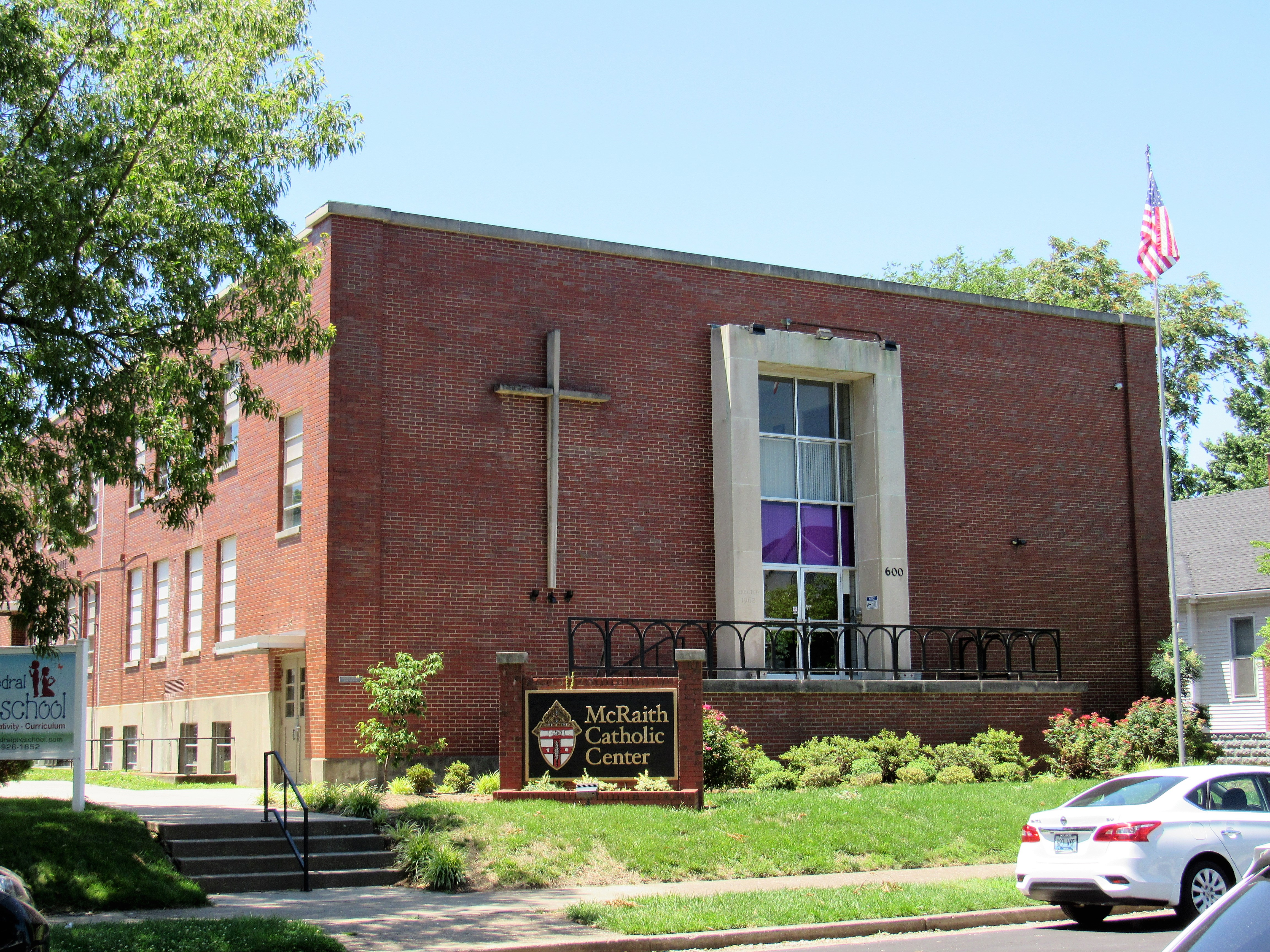
McRaith Catholic Center

La diócesis tiene 32 380 km² y extiende su jurisdicción sobre los fieles católicos de rito latino residentes en 32 condados del estado de Kentucky: Allen, Ballard, Breckinridge, Butler, Caldwell, Calloway, Carlisle, Christian, Crittenden, Daviess, Edmonson, Fulton, Graves, Grayson, Hancock, Henderson, Hickman, Hopkins, Livingston, Logan, Lyon, Marshall, McCracken, Muhlenberg, McLean, Ohio, Simpson, Todd, Trigg, Union, Warren y Webster.
La sede de la diócesis se encuentra en la ciudad de Owensboro, en donde se halla la Catedral de San Esteban.
En 2021 en la diócesis existían 78 parroquias.

## Historia
La diócesis fue erigida el 9 de diciembre de 1937 con la bula Universi catholici del papa Pío XI, obteniendo el territorio de la diócesis de Louisville (hoy arquidiócesis).

## Estadísticas
Según el Anuario Pontificio 2022 la diócesis tenía a fines de 2021 un total de 52 300 fieles bautizados.
| Año                                                                             | Población            | Población | Población      | Sacerdotes | Sacerdotes    | Sacerdotes    | Bautizados por sacerdote | Diáconos permanentes | Religiosos | Religiosos | Parroquias |
| Año                                                                             | Bautizados católicos | Total     | % de católicos | Total      | Clero secular | Clero regular | Bautizados por sacerdote | Diáconos permanentes | Varones    | Mujeres    | Parroquias |
| ------------------------------------------------------------------------------- | -------------------- | --------- | -------------- | ---------- | ------------- | ------------- | ------------------------ | -------------------- | ---------- | ---------- | ---------- |
| 1950                                                                            | 30 725               | 600 000   | 5.1            | 64         | 54            | 10            | 480                      |                      | 10         | 438        | 57         |
| 1966                                                                            | 45 879               | 638 739   | 7.2            | 77         | 70            | 7             | 595                      |                      | 11         | 583        | 69         |
| 1970                                                                            | 48 823               | 638 539   | 7.6            | 83         | 69            | 14            | 588                      |                      | 27         | 323        | 71         |
| 1976                                                                            | 49 800               | 690 720   | 7.2            | 102        | 83            | 19            | 488                      |                      | 47         | 403        | 51         |
| 1980                                                                            | 50 527               | 695 000   | 7.3            | 94         | 76            | 18            | 537                      |                      | 30         | 360        | 17         |
| 1990                                                                            | 53 936               | 786 000   | 6.9            | 96         | 78            | 18            | 561                      |                      | 19         | 283        | 78         |
| 1999                                                                            | 51 702               | 778 235   | 6.6            | 96         | 83            | 13            | 538                      |                      | 5          | 229        | 79         |
| 2000                                                                            | 50 187               | 778 235   | 6.4            | 88         | 72            | 16            | 570                      |                      | 21         | 221        | 79         |
| 2001                                                                            | 51 235               | 778 235   | 6.6            | 101        | 81            | 20            | 507                      |                      | 24         | 226        | 79         |
| 2002                                                                            | 52 688               | 836 162   | 6.3            | 100        | 78            | 22            | 526                      |                      | 26         | 214        | 79         |
| 2003                                                                            | 52 047               | 837 046   | 6.2            | 106        | 78            | 28            | 491                      |                      | 32         | 203        | 79         |
| 2004                                                                            | 51 847               | 836 162   | 6.2            | 94         | 74            | 20            | 551                      |                      | 25         | 198        | 79         |
| 2013                                                                            | 50 100               | 881 305   | 5.7            | 104        | 80            | 24            | 481                      | 24                   | 25         | 175        | 79         |
| 2016                                                                            | 50 673               | 892 252   | 5.7            | 100        | 71            | 29            | 506                      | 24                   | 29         | 162        | 79         |
| 2019                                                                            | 51 780               | 911 780   | 5.7            | 96         | 72            | 24            | 539                      | 39                   | 24         | 121        | 78         |
| 2021                                                                            | 52 300               | 921 170   | 5.7            | 111        | 74            | 37            | 471                      | 43                   | 37         | 117        | 78         |
| Fuente: Catholic-Hierarchy, que a su vez toma los datos del Anuario Pontificio. |                      |           |                |            |               |               |                          |                      |            |            |            |

## Episcopologio
- Francis Ridgley Cotton † (16 de diciembre de 1937-25 de septiembre de 1960 falleció)
- Henry Joseph Soenneker † (10 de marzo de 1961-30 de junio de 1982 retirado)
- John Jeremiah McRaith † (23 de octubre de 1982-5 de enero de 2009 renunció)
- William Francis Medley, desde el 15 de diciembre de 2009